# Glen Park (San Francisco)
Pour l’article homonyme, voir Glen Park (New York).
Glen Park est un petit quartier de San Francisco, en Californie. Il est situé à la périphérie sud des collines de l'intérieur de la ville, au sud de Diamond Heights et de Noe Valley à l'ouest de Bernal Heights et à l'est de Glen Canyon Park. L'intersection de Diamond Street et de Bosworth Street est généralement considérée comme le centre du quartier. Glen Park, en raison de sa petite taille et de ses commerces de proximité, restaurants et saloons, est souvent décrit comme ayant une atmosphère villageoise. Une succursale de la Bibliothèque publique de San Francisco y est implantée. Une nouvelle bibliothèque a été achevée à la fin 2007, avec de nouvelles résidences et un marché d'alimentation naturelle haut de gamme.

## Transports
L’Interstate 280 et la Glen Park Station sont tous deux situés à l'extrémité sud du quartier. Glen Park est desservi par les lignes de bus Muni 23, 26, 35, 44 et 52 ainsi que la ligne de tramway J Church. 